# 满汉营站
满汉营站是位于吉林省长岭县满汉营村的一个铁路车站，邮政编码131506。车站建于1962年，有平齐铁路经过该站，1995年改为乘降所，现不办理客货运业务，车站及其上下行区间均未电气化。车站距离四平站196公里，隶属沈阳铁路局，是五等站。
1. ↑  《通辽铁路分局志》编委会. . 中国铁道出版社. 2002: 730. ISBN 7-113-04208-2.